# Розетти, Антонио
Франческо Антонио Розетти ( итал. Francesco Antonio Rosetti, собственно нем. Franz Anton Rössler или Rösler, чеш. František Antonín Rössler; ок. 1750, Ляйтмериц (ныне Литомержице), Богемия — 30 июня 1792, Людвигслюст, Мекленбург) — немецкий композитор и контрабасист чешского происхождения.

## Биография
Точная дата и место рождения Антонио Розетти неизвестны. Учился у иезуитов, в пражской семинарии, где и получил музыкальное образование; готовился стать священником. В 1773, после запрета иезуитского ордена, покинул Богемию, взял итальянизированное имя и поступил на службу к князю Эттингер-Валлерштайн в его имение под Аугсбургом, играл на контрабасе в маленьком оркестре князя, в 1774 году получил звание придворного музыканта. В 1776 написал реквием на смерть жены князя. В 1781 прожил пять месяцев в Париже, где его сочинения активно публиковались и исполнялись. В 1789 перешёл на службу к герцогу Мекленбург-Шверинскому.
В феврале 1792 года прусский король Фридрих Вильгельм II пригласил Розетти в Берлин; однако в столицу Пруссии композитор прибыл уже тяжело больным и умер несколько месяцев спустя.

## Творчество
Наследие Розетти включает в себя более 400 сочинений. Он является автором 44 симфоний, инструментальных концертов, вокальных сочинений. Наиболее известны его концерты для валторны с оркестром, ставшие моделью для моцартовских сочинений. Реквием Розетти со специальными дополнениями при большом стечении народа (примерно 4000 человек) исполнялся 120 музыкантами в Праге на девятый день после смерти Моцарта. Концерты Розетти знал и пропагандировал Йозеф Гайдн.
Ниже приведён приблизительный список сочинений Розетти.
- Вокальные произведения:
  - «Умирающий Иисус» (нем. Der sterbende Jesus), G1, оратория (текст K.F.B. Zinkernagel),
  - «Иисус в Гефсимании» (нем. Jesus in Gethsemane), G2, оратория (текст Г. Ю. Тоде; первое исполнение — 1790),
  - «Аллилуйя» (нем. Hallelujah), G7, кантата (текст Г. Ю. Тоде; 1791),
  - «Mit Preis und Ruhm gekrönet» (Хвалой и славой венчает), G3 (месса D-dur Розетти с немецким текстом),
  - 13 месс, H1—13
  - 4 реквиема, H14—17,
  - «Ewig dir singen wir», G6 (реквием H15, переделанный под немецкий текст),
  - два хоральных сочинения, H21—22.
  - два градуала, H24—25,
  - 4 оффертория (мотеты), H26—29,
  - 2 гимна, H30—31
  - Te Deum, H36
  - 3 литании, H37—39
  - Miserere, H40,
  - 7 Salve regina, F84—89, F100,
  - Pastorale, F101,
  - различные арии и дуэты, а капелла и с оркестром.
- 44 симфонии, в том числе:
  - «Охотничья симфония» D-dur, A20/I:18 (начало 1782),
  - Симфония № 25 B-dur, A43/I:19,
  - Симфония № 39 g-moll, A42/I:27 (март 1787),
  - «Пасторальныя» симфония D-dur, A15/I:33.
- Концерты:
  - 3 клавирных,
  - 6 скрипичных,
  - 1 альтовый,
  - 12 флейтовых,
  - 7 гобойных,
  - 4 кларнетовых,
  - 5 фаготовых,
  - 17 валторновых.
- Концертные симфонии:
  - 1 для двух скрипок,
  - 4 для двух валторн.
- 38 партит, серенад, танцев (преимущественно для духовых).
- Камерные сочинения:
  - 5 струнных трио,
  - 12 струнных квартетов,
  - квартет для скрипки, альта, виолончели и фагота,
  - 13 клавирных трио,
  - 7 сонат для скрипки с клавиром,
  - 4 клавирных сонаты,
  - отдельные сочинения для клавира в различных сборниках.
- Спорные работы.
- Работы с различными предположениями об авторстве.
- Утерянные работы (преимущественно концерты из брейткопфовских каталогов).

## Издания
Многие сочинения Розетти были очень популярны при его жизни и изданы тогда же. В конце XX века, когда его творчество было вновь открыто, начали появляться современные переиздания. Большую проблему составляет определение авторства многих произведений, часто имя Розетти ставится потому, что он является самым возможным автором, но уверенности в атрибуции ему это не прибавляет.
Тематических каталогов Розетти два, на старый ссылаются всё ещё очень часто. Нумерация поэтому обычно даётся двойная, первая цифра — по Мюррею, вторая — по Каулу. Например, симфония (№ 39) соль минор обозначается A42/I:27 или (полно) Murray A42/Kaul I:27.
- Oscar Kaul. Thematisches Verzeichnis der Instrumental Werke von Anton Rosetti. 1912, переиздан в 1968.
- Sterling E. Murray. The music of Antonio Rosetti (Anton Rösler) ca. 1750—1792: a thematic catalog. Warren: Harmonie Park Press, 1996.

Международное общество Розетти под наблюдением Гюнтера Грюнстейделя (нем. Günther Grünsteudel) с 2001 года печатает в издательстве Amadeus полное собрание работ Розетти. Выпуски разделяются по сериям. За десять лет, на январь 2012 года, в пяти сериях были изданы 43 тома (один из них — в двух полутомах):
- Серия A — Симфонии (6 томов);
- Серия B — Партиты, серенады, ноктюрны (20 томов: 1 ноктюрн, 1 квартет, 2 квинтета, 2 секстета, 15 партит);
- Серия C — Концерты (10 томов: по одному флейтовому, кларнетовому и валторновому, 2 фаготовых, 4 гобойных, концертная симфония для двух скрипок);
- Серия D — Камерная музыка (5 томов, пятый — в двух полутомах);
- Серия E — Клавирная музыка (2 тома).

Среди более ранних изданий следует отметить следующие:
- Anton Rosetti. Ausgewählte Sinfonien, ed. O. Kaul (Denkmäler der Tonkunst in Bayern, B. XXII, Jg. XII/1). — Leipzig, 1912 (переиздано в 1968).
- Anton Rosetti. Ausgewählte Kammermusikwerke nebst einem Instrumentalkonzert, ed. O. Kaul (Denkmäler der Tonkunst in Bayern, B. XXXIII, Jg. XXV). — Leipzig, 1925.
- Seven Symphonies from the Court of Oettingen-Wallerstein, 1773—1795, ed. S. E. Murray / The Symphony 1720—1840, ser. C, VI. — New York, 1981.
- Five Wind Partitas: Music for the Oettingen-Wallerstein Court, ed. S. E. Murray / RRMCE, XXX—XXXI. — 1989.

Полный список вновь изданных сочинений Розетти (на январь 2012 года) представлен здесь.